# Nepenthes ephippiata
Nepenthes ephippiata Danser, 1928 è una pianta carnivora della famiglia Nepenthaceae, endemica del Borneo.

## Distribuzione e habitat
L'areale di questa specie è ristretto alle aree montuose del Kalimantan centrale (Mt. Raya e Mt. Lesong).
Cresce a 1.000-1.900 m di altitudine.

## Conservazione
La Lista rossa IUCN classifica Nepenthes ephippiata come specie vulnerabile.